# 普列斯尼亞區
普列斯尼亞區（羅馬化：Presnensky rayon）是莫斯科中央行政区的一个区，面积11.7平方公里，人口127,506人。有不少重要工厂和设施均在此区，如莫斯科动物园、白宫、七姐妹建筑群和莫斯科国际商务中心等等，过去在该区爆发了1905年莫斯科起义。